# Ben Coleman (fútbol americano)
Benjamin Leon Coleman (South Hill, Virginia, 18 de mayo de 1971) es un exjugador estadounidense de fútbol americano que ocupaba la posición de offensive lineman en la Liga Nacional de Fútbol (del inglés: National Football League) desde el año 1993 en diversos equipos: Phoenix/Arizona Cardinals (1993-1995), Jacksonville Jaguars (1995-1999), San Diego Chargers (2000) y Washington Redskins (2001). Jugó fútbol americano universitario en la Wake Forest University, siendo reclutado por los Arizona Cardinals en el Draft de la NFL de 1993.